# Johannes Fabricius
Johannes o Johann Fabricius (forma latinizada de su apellido original, Goldsmid; Resterhave, 8 de enero de 1587-Marienhafe, 19 de marzo de 1616) fue un médico y astrónomo alemán y el primero en observar las manchas solares a través de un telescopio. Posteriormente lo haría Galileo Galilei.

## Biografía
Su padre, David Fabricius fue pastor luterano, astrólogo y hábil astrónomo que se hizo famoso por descubrir en 1596 la variabilidad de la estrella Mira. Entre 1604 y 1610, estudió medicina en Helmstedt, Wittenberg y finalmente Leiden, donde comenzó sus primeras observaciones con un telescopio.
Observó las manchas solares por primera vez el 27 de febrero de 1611 (9 de marzo según el calendario gregoriano) y continuó las observaciones junto con su padre. Fabricius interpretó correctamente el movimiento de las manchas solares como resultado de la rotación del Sol en torno a su eje. En junio de 1611 publicó sus observaciones en la obra De Maculis in Sole observatis et apparente earum cum Sole conversione, Narratio ("Narración sobre la observación de manchas en el Sol y su aparente rotación con el Sol"). En un principio observaban las manchas solares directamente a través del telescopio justo a la salida o puesta del Sol. Más tarde usarían la técnica de la cámara oscura desarrollada por Kepler.
Johannes Fabricius murió el 19 de marzo de 1616 en Marienhafe y sus observaciones permanecieron olvidadas hasta 1723 cuando se encontró y volvió a publicar una copia de su pequeño panfleto. Hasta entonces la disputa sobre la autoría de las primeras observaciones de las manchas solares con un telescopio se centraba en Galileo Galilei y Christoph Scheiner, quienes las habían observado ese mismo año, pero tiempo después.